# Almadén
Almadén település Spanyolországban, Ciudad Real tartományban. Almadén Abenójar, Ciudad Real, Alamillo, Almadenejos, Almodóvar del Campo, Chillón és Valdemanco del Esteras községekkel határos. Lakosainak száma 4902 fő (2024).

## Népesség
A település népessége az elmúlt években az alábbi módon változott:
| Lakosok száma | 6976 | 6543 | 6406 | 6243 | 6101 | 5861 | 5657 | 5312 | 5105 | 4902 |
|               | 2001 | 2004 | 2006 | 2009 | 2011 | 2014 | 2016 | 2019 | 2021 | 2024 |